# 格斯納峰
格斯納峰（英語：Gessner Peak）是南極洲的山峰，位於東部南極洲的毛德皇后地，處於哈伯梅爾峰以北6公里，屬於穆利格-霍夫曼山脈的一部分，海拔高度3,020米，是斯托克瓦韋特山的最高峰，由德國探險隊發現。

## 外部連結
- Scientific Committee on Antarctic Research (SCAR)

71°46′S 6°55′E / 71.767°S 6.917°E